# Termometru cu gaz

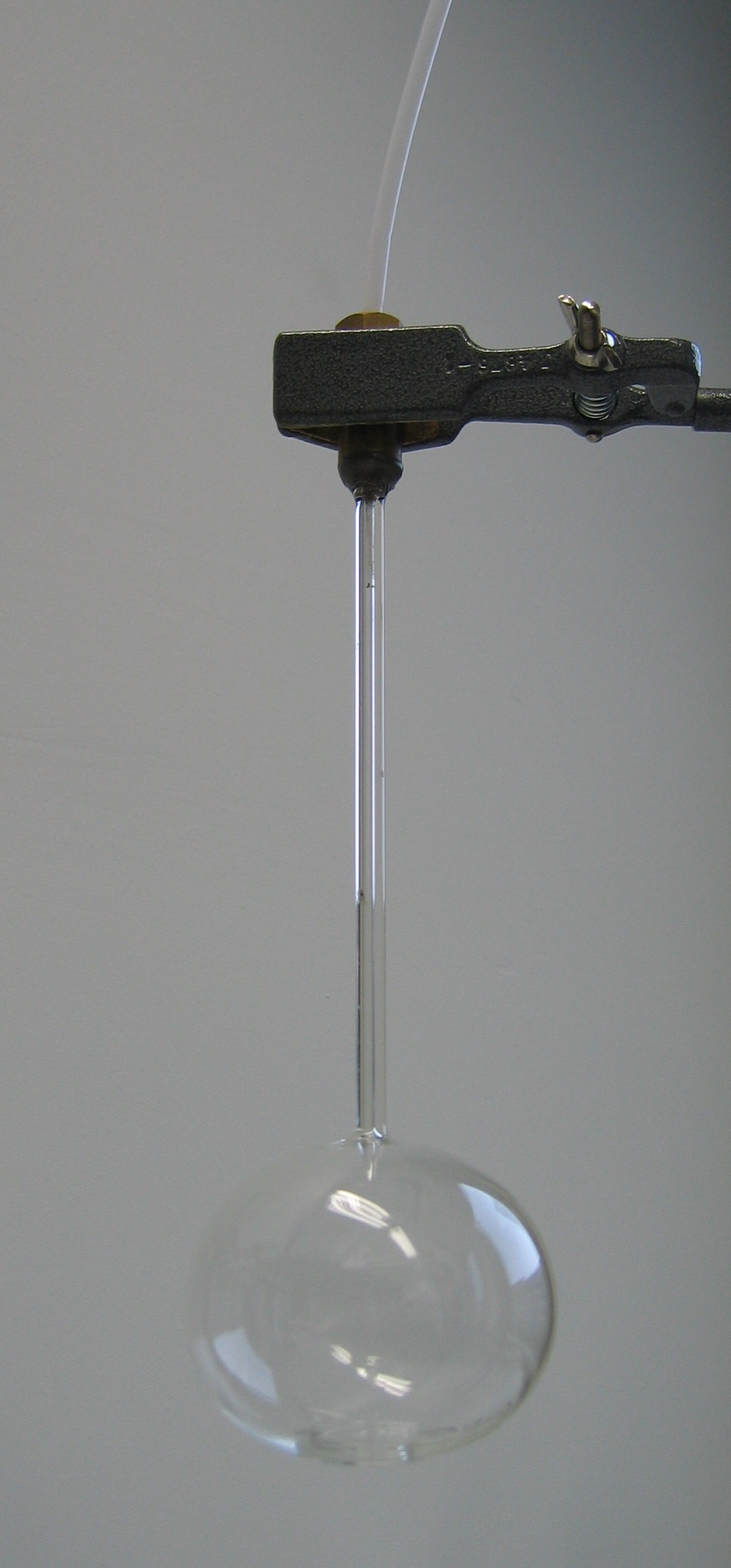
Termometru cu gaz.

Un termometru cu gaz este un termometru care are drept corp termometric un gaz, ale cărui schimbări de stare servesc la determinarea temperaturii.
Drept gaz de obicei se folosește heliul sau hidrogenul, deoarece au puncte de lichefiere foarte scăzute, însă, pentru temperaturi nu prea joase se poate folosi și azotul.

## Descriere

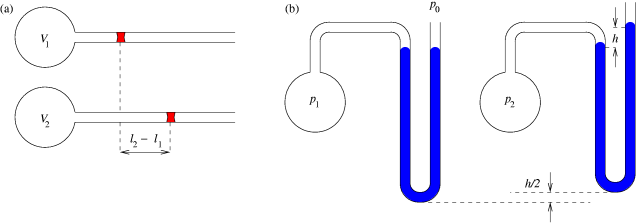
Două variante principiale de termometru cu gaz, la presiune, respectiv la volum constant.

Termometrul cu gaz este alcătuit în principiu de un rezervor umplut cu gaz, legat de un manometru cu mercur. Prin încălzirea în urma contactului cu corpul sau mediul a cărui temperatură se măsoară gazul își schimbă atât volumul, cât și presiunea. Există termometre la presiune constantă și la volum constant.
La termometrele cu volum constant tubul manometrului permite deplasarea nivelului mercurului pentru menținerea gazului la volum constant. Pentru măsurare se readuce volumul la valoarea inițială prin ridicarea ramurii manometrului care nu se află în legătură cu rezervorul sau prin adăugarea de mercur dintr-un rezervor auxiliar. Temperatura {\displaystyle t\,} se deduce din relația:
{\displaystyle t=t_{0}+{\frac {p-p_{0}}{p_{0}\beta }}}
unde {\displaystyle p\,} este presiunea măsurată, {\displaystyle p_{0}\,} este presiunea la temperatura {\displaystyle t_{0}\,}, iar {\displaystyle \beta \,} este coeficientul de variație a presiunii gazului cu temperatura.
La termometrele cu presiune constantă, folosite mai rar, se menține aceeași diferență de presiune în cele două coloane de mercur și se citesc pe o scală alăturată variațiile de volum al gazului. Temperatura se determină din relația:
{\displaystyle t=t_{0}+{\frac {V-V_{0}}{V_{0}\alpha }}}
unde {\displaystyle V\,} este volumul măsurat, {\displaystyle V_{0}\,} este volumul la temperatura {\displaystyle t_{0}\,}, iar {\displaystyle \alpha \,} este coeficientul de dilatare termică a gazului la presiune constantă.
Pentru ambele tipuri de termometre, dacă gazul termometric se comportă ca un gaz ideal, temperatura se poate calcula din ecuația de stare a gazului ideal:
{\displaystyle T={\frac {M}{m}}{\frac {pV}{R}}}
unde {\displaystyle m\,} este masa gazului, {\displaystyle M\,} este masa molară a gazului, iar {\displaystyle R\,} este constanta universală a gazelor.

## Construcție

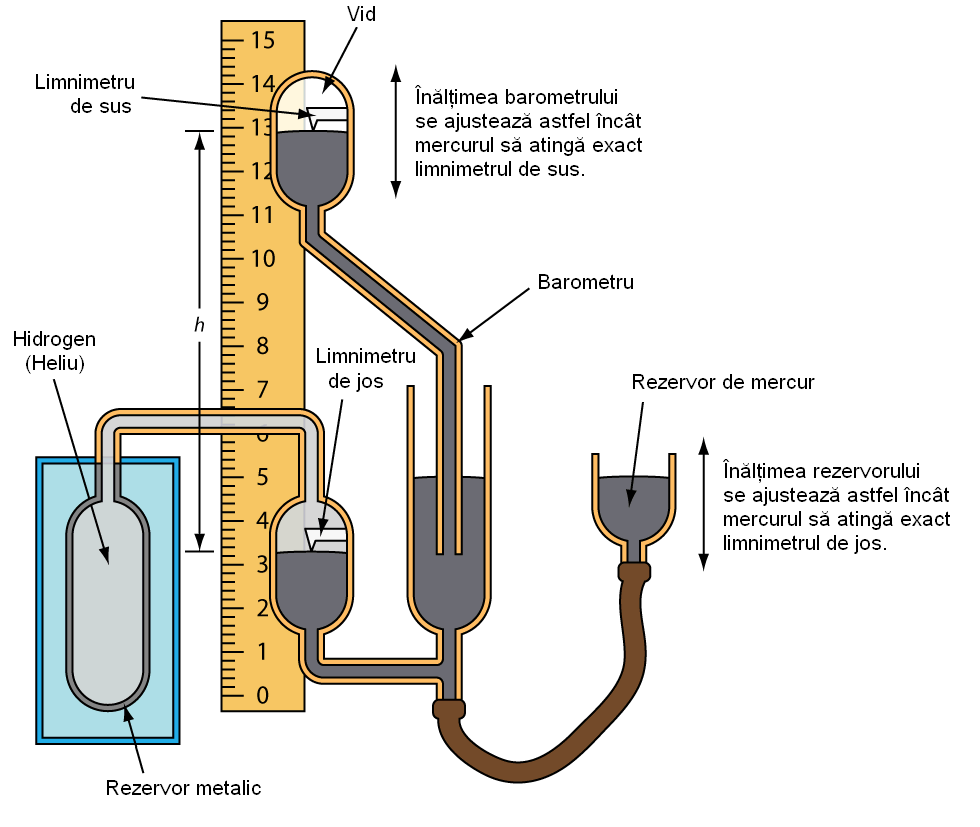
Schema unui termometru cu gaz la volum cosntant.

Pentru a reduce erorile date de încălzirea diferită a gazului din rezervor și cel din tubul de legătură cu manometrul, acesta se face foarte subțire, capilar, iar rezervorul are volumul de zeci de ori mai mare decât volumul tubului de legătură. La măsurarea efectivă trebuie să se introducă corecții care țin cont de toți factorii care pot influența măsurarea: variația volumului rezervorului termometrului, temperatura diferită a gazului în tubul capilar, care nu este în contact cu corpul de măsurat, deci nu are temperatura acestuia, variația temperaturii mercurului pe înățimea manometrului etc.
Deoarece un manometru cu tub U măsoară de fapt doar o diferență de presiuni (presiunea relativă), iar presiunea, {\displaystyle p\,} trebuie cunoscută ca valoare absolută, termometrul cu volum constant se completează pe ramura care nu este legată la rezervor cu un barometru, conform figurii alăturate. Volumul se aduce la valoarea prescrisă cu ajutorul limnimetrului de jos poziționând rezervorul de mercur, iar înălțimea exactă a coloanei de mercur se citește poziționând barometrul cu ajutorul limnimetrului de sus.
Termometrul cu gaz prezintă avantajul că gazele au un coeficient de dilatare termică mare, ca urmare sunt foarte sensibile, dar au dezavantajul că timpul de răspuns este mare și necesită rezervoare de măsurare cu un volum prea mare pentru măsurători curente.
Termometrele cu gaz se folosesc la etalonarea altor termometre. Termometrul cu heliu gazos este termometrul etalon pentru reproducerea scării termodinamice în intervalul de temperaturi între 3,0 K și 24,5561 K.